# Майерс, Сет
Сет Адам Майерс (англ. Seth Adam Meyers, род. 28 декабря 1973) — американский комик, сценарист, продюсер, телеведущий и актёр. Начиная с 2014 года, он выступает в качестве ведущего ток-шоу «Поздней ночью с Сетом Майерсом».

## Ранние годы
Майерс родился в Эванстоне, штат Иллинойс, в семье Хиллари (урождённой Олсон), учителя французского языка, и Лоуренса Майерса. Окончил Манчестерскую среднюю школу в Манчестере, Нью-Гэмпшир. Позже стал выпускником Северо-западного университета в Эванстоне, Иллинойс, где был членом братства Фи-Гамма-Дельта. Сет Майерс — старший брат Джоша Майерса, состоявшего в актёрском составе скетч-шоу «MADtv».

## Карьера
Перед «Субботним вечером в прямом эфире» Майерс состоял в качестве члена импровизационной группы Северо-Западного университета Mee-Ow, созданной Полом Уаршаером и Джошом Лазаром. После этого он работал в Амстердаме с труппой Boom Chicago.
В 2004 году Майерс появился в комедии «Смотри это кино». В 2008 году он снялся вместе с Бренданом Фрэйзером и Анитой Брием в фильме «Путешествие к центру Земли». Также в 2008 году он появился в фильме «Будь моим парнем на пять минут» и шоу «Линия Кларка».
24 апреля 2014 года было объявлено о выборе Майерса на роль ведущего 66-й церемонии вручения премии «Эмми», которая состоялась 25 августа. 21 ноября 2017-го стало известно, что Сет Майерс станет ведущим 75-й церемонии вручения премии «Золотой глобус». Сама церемония прошла 7 января 2018 года.

## Личная жизнь
С 1 сентября 2013 года Майерс женат на адвокате Алекси Аш, с которой встречался шесть лет до их свадьбы. У них трое детей — сыновья Аш Олсен Майерс (род. 27 марта 2016) и Аксель Страл Майерс (род. 8 апреля 2018) и дочь Эделэйд Майерс (род. сентябрь 2021).
Майерс является страстным поклонником команд «Бостон Ред Сокс», «Бостон Селтикс» и «Питтсбург Стилерз».

## Фильмография
| Год  | Название                                                    | Роль            | Примечание |
| ---- | ----------------------------------------------------------- | --------------- | ---------- |
| 2004 | Смотри это кино                                             | Джейк Берримор  |            |
| 2004 | Маэстро                                                     | Тим Хили        |            |
| 2005 | Восприятие                                                  | Стивен          |            |
| 2005 | Приключения большого красивого парня и его маленького друга | сердитый мужлан |            |
| 2006 | Американская мечта                                          | Чет Крогл       |            |
| 2008 | Путешествие к центру Земли                                  | профессор       |            |
| 2008 | Будь моим парнем на пять минут                              | пьяный парень   |            |
| 2009 | Весенний отрыв                                              | Уильям          |            |
| 2011 | Я не знаю, как она делает это                               | Крис Банс       |            |
| 2011 | Старый Новый год                                            | Гриффин Бирн    |            |
| 2014 | Интервью                                                    | камео           |            |